# 中島俊克
中島 俊克（なかじま としかつ、1953年 - ）は、日本の歴史学者。立教大学経済学部経済学科教授、パリ第4大学歴史学博士。専門は経済史・技術史・労働史、特にフランス北東部を中心とする西ヨーロッパの産業発展、とくに金属・機械工業の発展が専門。社会経済史学会幹事等も務める。

## 人物
東京都出身。1977年一橋大学経済学部卒業、同大学院経済学研究科修士課程修了。1985年パリ第四大学（ソルボンヌ大学）歴史学博士号取得。
1987年京都産業大学専任講師、1989年同大学助教授。1996年から立教大学経済学部経営学科助教授、98年より現職。
ヨーロッパ、とりわけ近代フランス北東部の経済史、労働史、技術史の学際的研究を行う。

## 著作

### 著書
- 『経済史』（老川慶喜,小笠原茂）東京堂出版, 1998.2
- "es entreprises et leurs réseaux : hommes, capitaux, techniques et pouvours XIXe - Xxe siècles  dir. Michéle Merger et Dominique Barjot"Presses de l'Université de Paris-Sorbonne"1998.12
- 『西洋史の新地平』（佐藤清隆,安川隆司）刀水書房, 2005.12

### 論文
- "The Diffusion of Puddling Furnace in French Small Ironworks in the First Half of 19th Century"1980.04
- 「十九世紀前半のフランスにおける小規模製鉄工場へのパドル炉の普及--「鉱山局統計」(一八三三-一八四六年)の検討を中心として」社会経済史学. 46(3) [1980.09]
- "The Development of Machine-Building in Paris in the Late 19th-Early 20th Centuries"1986.04
- 「19世紀後半～20世紀初頭におけるパリ機械工業の展開」土地制度史學. 28(3) [1986.04]
- 「19世紀パリ機械工業における技術変化と技能養成」社会経済史学. 52(6) [1987.02]
- 「第2帝政期におけるパリ機械工業の繁栄」一橋論叢. 97(3) [1987.03]
- "Technological Change and Job Formation in Parisian Machine-Building in 19th Century"1987.04
- "The Prosperity of Parisian Machine-Building under the Second Empire"1987.04
- （古賀和文）「20世紀フランス経済史の研究--戦間期の国家と経済」経営史学. 24(4) [1990.01]
- 「大森弘喜著 『フランス鉄鋼業史--大不況からベル・エポックまで』」社会経済史学. 62(5) [1997.01]
- 「 広田功著『現代フランスの史的形成--両大戦間期の経済と社会』」経営史学. 33(1) [1998.06]
- 「フランスにおける環境史研究の動向--社会経済史の観点から」社会経済史学. 73(4) [2007]
- 「パリ機械工業の再活性化とその限界,1939～1958年」社会経済史学. 74(5) [2009]

### 翻訳
- （Rene Girault著）「欧州統合と戦後フランスの対外政策--フランス経済の「近代化」との関連において」社会経済史学. 58(3) [1992.09]